# Радуњ (Гродњенска област)
Радуњ (блр. Радунь; литв. Rodūnė) насељено је место са административним статусом варошице (городской посёлок) у западном делу Републике Белорусије. Административно припада Воранавском рејону Гродњенске области и административни је центар истоимене општине.
Према проценама из 2013. у вароши је живело 2.470 становника.

## Географија
Насеље се налази на реци Радуњки на око 30 км западно од административног центра рејона Воранаве, и свега 10-ак км јужније од граничног прелаза са Литванијом.

## Историја
Насеље се први пут помиње у писаним изворима 1387. у указу којим је краљ Владислав Јагелон прогласио Радуњ окружним центром. Насеље 1649. добија Магдебуршко право и властити грб.
Статус вароши носи од 1958, а од 1962. део је Воранавског рејона Гродњенске области.

## Демографија
Према проценама са поћетка 2013. у вароши је живело 2.470 становника.